# Удар с крак
Удар с крак или ритник, е възвратно постъпателно движение на крака, с цел постигне промяна във физическото състояние на даден обект или субект. Ударът може да бъде нанесен с област на коляното или по-ниско с помощта на стъпалото, петата, пищяла или пръстите.
Подобен тип атака се използва често от копитните животни, както и от хора. Ритниците играят значителна роля в много от бойните изкуства, като капоейра, каларипаяту, карате, кикбокс, кунг-фу, ММА, муай тай, панкратион, савате, сикаран, силат, таекуондо, вовинам и яу-ян. Те са универсален акт на агресия сред хората.
Ритането се откроява и от използването му в много спортове, особено футбол.

## Приложение
Тъй като човешкият крак е по-дълъг и по-силен от ръката, ритниците обикновено се използват, за да държат противника на разстояние, да го изненадат с обсега си и да му нанесат значителни щети. Позицията също е много важна във всяка бойна система и всеки опит за изпълнение на ритник задължително ще наруши стабилността до известна степен. Прилагането на ритници е компромис между силата на удара и неговия обсег, за сметка на разходите, направени за запазване на баланса. Тъй като бойните ситуации са нестабилни, разбирането на този компромис и вземането на подходящо решение за приспособяване към всеки момент е от ключово значение.

## Видове удари с крак
Съществуват много варианти за нанасяне на удари с един или двата крака.

### Основни удари с крак
Основните удари с крак са:
- Преден удар с крак (на английски: front kick)
- Кръгов удар с крак (на английски: roundhouse kick)
- Side kick
- Back kick

Изпълнението на преден удар включва повдигане на коляното и ходилото на удрящия крак до желаната височина и последващо изпъване на крака, за да се достигне до целта. Ритникът обикновено се нанася с предната част на ходилото на крака за удар напред или с горната част на пръстите за удар нагоре. Предните ритници обикновено са насочени към цели под гърдите, като стомаха, бедрата, слабините, колената и другите области по краката. Висококвалифицираните бойци често са способни да нанесат подобен удар по различни цели намиращи се на височината на главата на противника.

### Удари с крак за напреднали
- Axe kick
- „Ритник на пеперуда“ (на английски: butterfly kick)
- Calf kick
- Crescent kick
- Hook kick
- Обратен кръгов удар с крак (на английски: reverse roundhouse kick)
- Flying kicks
- Scissor kick
- Spinning heel kick
- Вертикален удар с крак (на английски: vertical kick)
- Multiple kick